# Championnat de Pologne féminin de football 2017-2018
Navigation
Édition précédente Édition suivante
Le championnat de Pologne de football féminin 2017-2018 est la 39e édition de la première division de football féminin en Pologne. 
Il commence le 6 août 2017 et se terminera le 27 mai 2018, sur un système aller-retour où les différentes équipes s'affrontent deux fois par phase (2 fois 11 matchs), puis sur un simple match aller confrontant les 6 équipes de chaque demi-poule (5 matchs supplémentaires en haut du tableau, autant pour le bas du tableau).
Le Medyk Konin est le champion en titre, et défend son bien pour la quatrième fois consécutive.

## Clubs participants
Les deux clubs promus :
- Sportowa Czwórka Radom
- Unifreeze Górzno

Les deux clubs relégués :
- AZS PWSZ Biała Podlaska
- Sztorm Gdańsk

## Compétition

### Première partie de la saison
| Rang | Équipe                  | Pts | J  | G  | N | P  | Bp  | Bc | Diff |
| ---- | ----------------------- | --- | -- | -- | - | -- | --- | -- | ---- |
| 1    | Górnik Łęczna           | 61  | 22 | 20 | 1 | 1  | 103 | 19 | +84  |
| 2    | Medyk Konin T           | 52  | 22 | 17 | 1 | 4  | 92  | 21 | +71  |
| 3    | Czarni Sosnowiec        | 49  | 22 | 15 | 4 | 3  | 52  | 15 | +37  |
| 4    | AZS PWSZ Wałbrzych      | 43  | 22 | 12 | 7 | 3  | 56  | 26 | +30  |
| 5    | UKS SMS Łódź            | 34  | 22 | 10 | 4 | 8  | 39  | 26 | +13  |
| 6    | Olimpia Szczecin        | 27  | 22 | 7  | 6 | 9  | 35  | 59 | -24  |
| 7    | Mitech Żywiec           | 24  | 22 | 6  | 6 | 10 | 26  | 41 | -15  |
| 8    | AZS UJ Kraków           | 23  | 22 | 5  | 8 | 9  | 30  | 46 | -16  |
| 9    | AZS PWSZ Biała Podlaska | 20  | 22 | 5  | 5 | 12 | 35  | 52 | -17  |
| 10   | Unifreeze Gorzno P      | 13  | 22 | 3  | 4 | 15 | 18  | 90 | -72  |
| 11   | Sportowa Cworka Radom P | 13  | 22 | 3  | 4 | 15 | 16  | 68 | -52  |
| 12   | AZS Wrocław             | 11  | 22 | 3  | 2 | 17 | 21  | 55 | -34  |

| Légende : Qualifications et relégations | Légende : Qualifications et relégations                                  |
| --------------------------------------- | ------------------------------------------------------------------------ |
|                                         | Ligue des champions féminine de l'UEFA 2018-2019 (tour de qualification) |
|                                         | Relégation en 2e division                                                |
|                                         | (T) : Tenant du titre 2016-2017 (P) : Promu en 2016-2017                 |

### Deuxième moitié de la saison
Les équipes sont réparties en deux groupes. Les six premières équipes sont regroupées dans une poule afin d'attribuer le titre de championnes de Pologne. Les six dernières doivent, elles, éviter la relégation en deuxième division.
Chaque équipe conserve les points acquis lors de la première phase du championnat et rencontre une fois chacune des équipes présente dans sa poule.
| Rang | Équipe             | Pts | J  | G  | N | P  | Bp  | Bc | Diff |
| ---- | ------------------ | --- | -- | -- | - | -- | --- | -- | ---- |
| 1    | Górnik Łęczna      | 71  | 27 | 23 | 2 | 2  | 112 | 26 | +86  |
| 2    | Czarni Sosnowiec   | 62  | 27 | 19 | 5 | 3  | 60  | 15 | +45  |
| 3    | Medyk Konin T      | 61  | 27 | 20 | 1 | 6  | 102 | 28 | +74  |
| 4    | AZS PWSZ Wałbrzych | 48  | 27 | 13 | 9 | 5  | 64  | 34 | +30  |
| 5    | UKS SMS Łódź       | 37  | 27 | 11 | 4 | 12 | 46  | 39 | +7   |
| 6    | Olimpia Szczecin   | 29  | 27 | 7  | 8 | 12 | 39  | 72 | -33  |

| Rang | Équipe                  | Pts | J  | G | N | P  | Bp | Bc  | Diff |
| ---- | ----------------------- | --- | -- | - | - | -- | -- | --- | ---- |
| 1    | Mitech Żywiec           | 32  | 27 | 8 | 8 | 11 | 35 | 48  | -13  |
| 2    | AZS UJ Kraków           | 32  | 27 | 8 | 8 | 11 | 36 | 56  | -20  |
| 3    | AZS PWSZ Biała Podlaska | 26  | 27 | 7 | 5 | 15 | 43 | 63  | -20  |
| 4    | AZS Wrocław             | 24  | 27 | 7 | 3 | 17 | 41 | 60  | -19  |
| 5    | Unifreeze Gorzno P      | 17  | 27 | 4 | 5 | 18 | 27 | 105 | -78  |
| 6    | Sportowa Cworka Radom P | 15  | 27 | 3 | 6 | 18 | 21 | 81  | -60  |

## Meilleures buteuses
35 buts
- Ewelina Kamczyk (Górnik Łęczna)

19 buts
- Anna Gawrońska (Medyk Konin)

16 buts
- Emilia Zdunek (Górnik Łęczna)